# Spathius scotti
Spathius scotti är en stekelart som beskrevs av Wilkinson 1931. Spathius scotti ingår i släktet Spathius och familjen bracksteklar. Inga underarter finns listade i Catalogue of Life.